# اتحادیه پرنده‌شناسان بریتانیا
هدف اتحادیه پرنده‌شناسان بریتانیا (به انگلیسی: British Ornithologists' Union) تشویق به مطالعه پرندگان (پرنده‌شناسی) در سراسر جهان به منظور درک زیست‌شناسی آنها و کمک به حفاظت از آنها است. BOU در سال ۱۸۵۸ توسط پروفسور آلفرد نیوتن، هنری بیکر تریسترام و دیگر دانشمندان بنیان‌گذاری شد. فصلنامه آن، Ibis، از سال ۱۸۵۹ به‌طور مداوم منتشر می‌شود.
کمیته ثبت (BOURC)، کمیته‌ای از BOU است که برای حفظ فهرست بریتانیا، فهرست رسمی پرندگان ثبت‌شده در بریتانیای کبیر، ایجاد شده است.
دفتر مرکزی BOU در پیتربورو قرار دارد و یک موسسه خیریه ثبت‌شده در انگلستان و ولز و اسکاتلند است.

## کمیته ثبت
کمیته ثبت اتحادیه پرنده‌شناسان بریتانیا (BOURC) کمیته ثبت ملی ثبت پرندگان برای بریتانیا است. این فهرست از پرندگان در بریتانیا نگهداری می‌کند. یافته‌های آن در Ibis، مجله خانگی بدن مادر آن، اتحادیه پرنده‌شناسان بریتانیا (BOU) منتشر شده است. هر از گاهی، BOURC رکوردهایی را که در گذشته پذیرفته بود، دوباره بررسی می‌کند تا اطمینان حاصل کند که با توجه به دانش بهبودیافته دربارهٔ گونهٔ مورد نظر قابل قبول هستند.
کمیتهٔ ثبت اتحادیهٔ پرنده‌شناسان بریتانیا به‌طور گسترده‌ای به عنوان حفظ معتبرترین فهرست پرندگان در بریتانیا شناخته شده است.